# Muskan Kirar
Muskan Kirar (14 de abril de 2000) es una deportista india que compite en tiro con arco, en la modalidad de arco compuesto. Ganó dos medallas en el Campeonato Mundial de Tiro con Arco al Aire Libre, bronce en 2019 y plata en 2021.

## Palmarés internacional
| Campeonato Mundial al Aire Libre | Campeonato Mundial al Aire Libre | Campeonato Mundial al Aire Libre | Campeonato Mundial al Aire Libre |
| Año                              | Lugar                            | Medalla                          | Prueba                           |
| -------------------------------- | -------------------------------- | -------------------------------- | -------------------------------- |
| 2019                             | 's-Hertogenbosch (Países Bajos)  | Medalla de bronce                | Equipo                           |
| 2021                             | Yankton (Estados Unidos)         | Medalla de plata                 | Equipo                           |